# Кеворкян, Ваграм
Ваграм Кеворкян (17 декабря 1887, Эривань — 17 июля 1911, Антверпен) — российский футболист, нападающий.

## Карьера

### Клубная
Сын богатого эриванского купца, Ваграм Кеворкян был отправлен на учёбу в Бостон, США. В Бельгию он приехал в 1902 году, поселился в Брюгге и стал выступать за местную футбольную команду «Серкль Брюгге». Футболист провёл свой первый матч за клуб в сезоне 1903/04. Чтобы играть за взрослую команду, Ваграм приписал себе три года, и вскоре его отстранили от игр. Большую часть сезона-1904/05 Кеворкяну пришлось пропустить. В 1905 году Кеворкян стал игроком другого бельгийского клуба — «Беерсхот». В дебютном сезоне он сыграл 18 матчей, забив 10 голов. Следующий сезон его команда проводила в более низком дивизионе. Нападающий помог бельгийцам снова вернуться в высший дивизион страны: в сезоне 1906/07 за 6 игр он сумел 18 раз поразить ворота соперников.
В сезоне 1908/09 Кеворкян стал лучшим бомбардиром чемпионата Бельгии, отметившись 24 забитыми мячами за 21 встречу. Последний матч футболист сыграл 26 февраля 1911 года против своей бывшей команды «Серкль Брюгге». Всего же он провёл в высшей лиге Бельгии 103 игры и забил 81 гол.

### В сборной
Несмотря на то, что Ваграм Кеворкян не был бельгийцем по происхождению и являлся подданным Российской империи, он сыграл 1 матч в составе сборной Бельгии. 26 октября 1908 года футболист принял участие в матче против Швеции. На 30-й минуте он забил гол за бельгийцев, в итоге его команда победила со счётом 2:1. На Олимпийских играх 1912 года Кеворкян планировал выступать за сборную Российской империи.

## Смерть
Ваграм Кеворкян умер 17 июля 1911 года из-за осложнений после операции по удалению аппендицита. 18 июля он был похоронен на одном из кладбищ Антверпена.